# 730年代
| 千纪： | 1千纪                                                                                  |
| 世纪： | 7世纪 \| 8世纪 \| 9世纪                                                                |
| 年代： | 700年代 \| 710年代 \| 720年代 \| 730年代 \| 740年代 \| 750年代 \| 760年代              |
| 年份： | 730年 \| 731年 \| 732年 \| 733年 \| 734年 \| 735年 \| 736年 \| 737年 \| 738年 \| 739年 |

## 大事记
- 732年，阿拉伯帝国軍團自西班牙逾比利牛斯山，攻入高盧境，法蘭克王國墨洛溫王朝宮相查理·馬特爾迎擊，會戰於圖爾城，阿拉伯軍團大敗。阿拉伯在欧洲的擴張受阻，不能再進。
- 736年，幽州節度使張守珪遣平盧討擊使安祿山擊奚契丹，大敗。安祿山於法當斬，臨刑，張守珪惜其驍勇，送長安，唐玄宗李隆基将他赦免。
- 737年，李隆基三子——太子李瑛、鄂王李瑤、光王李琚被诬謀反，全部殺害。